# Śnieżnik europejski
Śnieżnik europejski (Chionomys syriacus) – gatunek ssaka z podrodziny karczowników (Arvicolinae) w obrębie rodziny chomikowatych (Cricetidae).

## Zasięg występowania
Śnieżnik europejski występuje w Eurazji.

## Taksonomia
Gatunek po raz pierwszy zgodnie z zasadami nazewnictwa binominalnego opisał w 1827 roku holenderski zoolog Anton Brants nadając mu nazwę Hypudaeus syriacus. Miejsce typowe to góra Sanine w paśmie Mount Lebanon w północnym Libanie. Powszechnie używa się nazwy Ch. nivalis, lecz badania z 2021 roku wykazały, że nazwa syriacus, wcześniej traktowana jako synonim Microtus socialis, reprezentuje ten gatunek, a jako że nie stanowi nomen oblitum, ponieważ jest używana przez kilku autorów od 1899 roku zgodnie z kodekdem ICZN jest najstarszą dostępną nazwą dla tego gatunku; jednocześnie do ICZN wniesiono sprawę o wykorzystanie jej pełnomocnictwa do ochrony nazwy nivalis, uzasadniając że jej zmiana spowoduje niestabilność w nomenklaturze.
Ch. syriacus należy do grupy gatunkowej nivalis. Status taksonomiczny formy layi z Gór Zagros w Iranie nie jest znany. Podgatunki są niepewne; można je podzielić na dwie grupy: grupę nivalis ze wszystkimi podgatunkami z wyjątkiem dementievi, który tworzy własną grupę (grupa dementievi). Autorzy Illustrated Checklist of the Mammals of the World rozpoznają trzynaście podgatunków lecz do czasu rozpatrzenia przez ICZN która nazwa jest obowiązująca nie są one tutaj wyróżniane.

### Etymologia
- Chionomys: gr. χιων khiōn, χιονος khionos „śnieg”[31]; μυς mus, μυος muos „mysz”[32].
- syriacus: łac. Syriacus „syryjski”[33].
- nivalis: łac. nivalis „śnieżny, śnieżno-biały”, od nix, nivis „śnieg”[33].
- abulensis: Ávila, Hiszpania[17].
- appenninicus: Apeniny, Włochy[14].
- cedrorum: łac. cedrorum „cedrowy, z cedrów”, od cedrus „cedr”[22][33].
- dementievi: prof. Georgij Petrowicz Dementiew (1898-1969), rosyjski ornitolog[18][33].
- hermonis: góra Hermon, zachodnia Azja[11].
- malyi: Mályi, Węgry[34].
- mirhanreini: Mirhanrein[34].
- olympius: góra Olympus (obecnie Uludağ), Turcja[16].
- pontius: gr. ποντιος pontios „nad morzem, z morza, przywieziony drogą morską”, od ποντος pontos „morze”[33].
- trialeticus: Góry Trialeckie, Gruzja[34].
- ulpius: rzymska rodzina Ulpia, która zyskała na znaczeniu w I wieku p.n.e.[34].

## Morfologia
Długość ciała (bez ogona) 107–143 mm, długość ogona 40–75 mm; masa ciała 29,5–62 g. 

## Ochrona
W Polsce jest objęty ścisłą ochroną gatunkową.